# Mike Patton
Michael Allan Patton (Eureka, Kalifornia állam, 1968. január 27. – ) amerikai zenész, énekes és színész.
Leginkább a Faith No More zenei formációból ismert énekes. Ezen kívül még énekelt a Mr. Bungle, Tomahawk, Lovage, Fantômas, The Dillinger Escape Plan, Zu és Peeping Tom együttesekben is.
Patton stílusa eklektikus.